# Barbara van Schewick

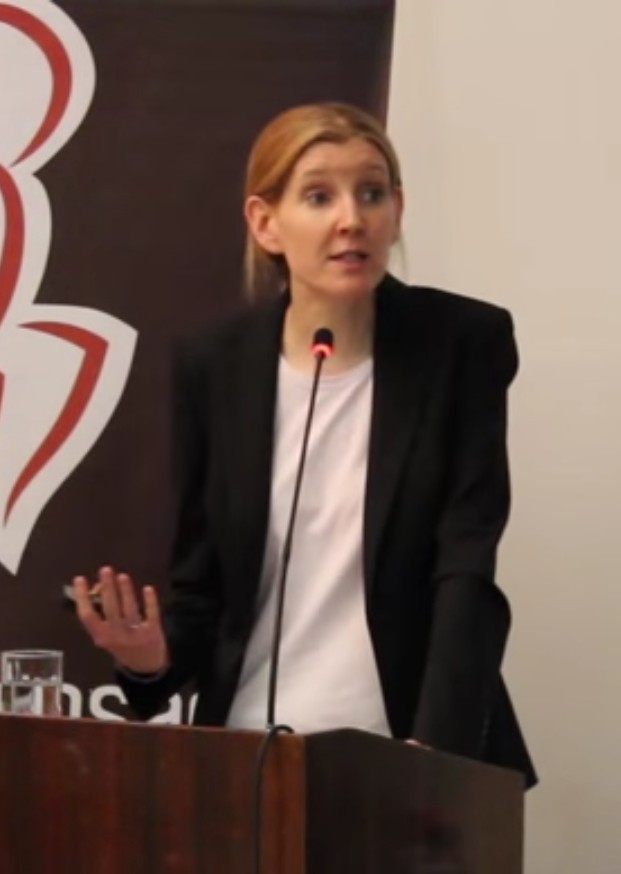
Barbara van Schewick (2015)

Barbara van Schewick (* 1972 in Bonn) ist eine deutsche Informatikerin und Rechtswissenschaftlerin, die an der Stanford Law School in den USA eine Professur für Internetrecht innehat.

## Leben
Van Schewick studierte Informatik an der Technischen Universität Berlin und Rechtswissenschaft an der Freien Universität Berlin. Nach dem ersten juristischen Staatsexamen arbeitete sie zunächst als Juristin in
Berlin, unter anderem bei einer Unternehmensberatung und als Redenschreiberin für den damaligen Regierenden Bürgermeister Eberhard Diepgen. Nach dem zweiten juristischen Staatsexamen war sie für 15 Monate der erste residential fellow an dem von Lawrence Lessig neu gegründeten Center for internet and society (CIS) an der Universität Stanford. Seit Oktober 2004 war sie wissenschaftliche Mitarbeiterin am Fachgebiet Telekommunikationsnetze der TU Berlin.
In ihrer Dissertation zum Dr.-Ing. beschäftigte sie sich mit der Internetarchitektur, mit den Design-Prinzipien, die dieser zugrunde liegen, insbesondere mit dem End-to-End-Prinzip, sowie mit dem technischen, wirtschaftlichen und gesellschaftlichen Fortschritt, der dadurch möglich wird. Van Schewicks wissenschaftliches Interesse gilt insbesondere Fragen der Netzneutralität. Sie betont die wirtschaftlichen Nachteile, die für den Fall zu befürchten seien, dass die Netzneutralität aufgegeben würde und die Netzbetreiber jeweils eigene Regeln für die Nutzung des Internets aufstellen könnten. Insoweit ist sie auch von der amerikanischen Federal Communications Commission wiederholt als Sachverständige angehört worden. Sie ist der Ansicht, das Internet, wie es ursprünglich entworfen worden war und wie es bisher funktioniert hat, und die damit verbundenen Chancen für Innovationen seien mittlerweile „in Gefahr“ geraten. Die Arbeit wurde von Bernd Lutterbeck (TU Berlin) und Lawrence Lessig betreut.
2007 erhielt sie einen Ruf an die Stanford Law School. Außerdem ist sie seitdem als Associate Professor of Electrical Engineering (by Courtesy) tätig. Seit dem Wechsel Lessigs an die Universität Harvard leitet sie das Center for Internet and Society in Stanford.
Van Schewick wurde für ihre Arbeiten mehrfach ausgezeichnet. Sie war Studien- und Promotionsstipendiatin der Studienstiftung des Deutschen Volkes und Auslandsstipendiatin der Gottlieb Daimler- und Karl Benz-Stiftung. Im Jahr 2010 erhielt sie den Forschungspreis Technische Kommunikation der Alcatel-Lucent Stiftung für Kommunikationsforschung. Für ihre Dissertation Internet Architecture and Innovation wurde sie 2005 mit dem Wissenschaftspreis der Deutschen Stiftung für Recht und Informatik (DSRI) und 2006 mit dem Dieter Meurer Förderpreis Rechtsinformatik des Deutschen EDV-Gerichtstages ausgezeichnet.
Barbara van Schewick ist verheiratet und Mutter zweier Söhne. Sie ist die Tochter des ehemaligen Richters am Bundesverwaltungsgericht Hans-Jürgen van Schewick.

## Schriften
- Barbara van Schewick: Architecture & innovation: The role of the end-to-end arguments in the original internet. The MIT Press, Cambridge, Massachusetts 2010, ISBN 978-0-262-01397-0 (zugl. Berlin, Techn. Univ., Diss., 2005).